# هيرشهورن
هيرشهورن (نكا) (بالألمانية: Hirschhorn (Neckar)) هي بلدة، resort town، Luftkurort، Gemarkung، مدينة وبلدة ألمانية تقع في ألمانيا في Kreis Bergstraße.

## المدن التوأمة
مدينة Château-Landon هي مدينة توأمة لـهيرشهورن (نكا).